# Orden del Santo Sepulcro de Jerusalén
La Orden Ecuestre del Santo Sepulcro de Jerusalén (en italiano: Ordine equestre del Santo Sepolcro di Gerusalemme) es una orden de caballería católica que tiene sus orígenes en Godofredo de Bouillón, principal líder de la Primera Cruzada. Según las opiniones más autorizadas, tanto vaticanas como hierosolimitanas, comenzó como una confraternidad mixta clerical y laica de peregrinos, que creció gradualmente alrededor de los Santos Lugares de la cristiandad en Oriente Medio: el Santo Sepulcro, la tumba de Jesucristo. Su divisa es Deus lo vult (Dios lo quiere).
Creada en 1098 por Godofredo de Bouillón, duque de la Baja Lorena y Protector del Santo Sepulcro, tras la victoriosa primera cruzada, es reconocida como la Orden de Caballería más antigua del mundo.
Su objetivo primordial fue proteger el Santo Sepulcro de los infieles con la ayuda de 50 esforzados caballeros. Balduino I de Jerusalén (hermano de Godofredo) la dotó oficialmente de su primer reglamento, que sería imitado por las órdenes del Temple y el Hospital. Entre sus hechos más gloriosos, la Orden luchó valerosamente junto al rey Balduino I de Jerusalén en 1123, participó en los asedios de Tiro en 1124, de Damasco (durante la Segunda Cruzada, en 1148) y de San Juan de Acre en 1180. 
Tras la toma en 1187 de la ciudad santa de Jerusalén por los musulmanes de Saladino, la Orden se trasladó a Europa y se extendió por países como Polonia, Francia, Alemania y Flandes. A partir de entonces, se dedicó al rescate de cautivos cristianos de manos musulmanas. En España, también obtuvo protagonismo al intervenir en numerosas batallas de la Reconquista contra los musulmanes.
Los componentes de la Orden siempre han sido distinguidos miembros de la nobleza europea, aunque actualmente se han dispensado las pruebas nobiliarias para el ingreso. En 1489, el papa Inocencio VIII incorporó la Orden a la de los hospitalarios, aunque en algunos lugares (como España) conservó su autononomía, con un régimen especial dentro de la Iglesia católica. En 1868 el papa Pío IX le confirió unos nuevos estatutos, mediante la bula "Cum multa". Actualmente subsiste dedicada al sostenimiento del Patriarcado Latino de Jerusalén y sus fieles. Conserva, como la Orden de Malta y la Orden Teutónica, una consideración honorífica particular dentro de la Iglesia católica.

## Historia

Cruz de la Orden del Santo Sepulcro

La historia de la Orden pasa por varias fases:

### Fase canonical
Esta primera fase antecede a la formación de la propia Orden. Se inicia tras la devoción por los Santos Lugares de Santa Elena, madre del emperador Constantino “El Magno”, instaurador del Cristianismo en el Imperio Romano en el año 313. Llevada por su devoción al Santo Sepulcro, viajó a Jerusalén en busca de su ubicación, que le sería descubierta por un piadoso judío llamado Quirino. 
A fin de honrarlo, mandó que se levantara un templo suntuoso, en honor de la Gloriosa Resurrección de Jesucristo, construido alrededor de la montaña del Gólgota y del sepulcro de Cristo. Seguidamente estableció allí un cabildo de Canónigos, llamados así por el “canon” o regla con la que Santa Elena había organizado la subsistencia y deberes de aquellos religiosos. Para la custodia y conservación del Santo Sepulcro, estos religiosos se ayudaban de varios hermanos seglares, a los que dio por insignia una cruz formada por las cinco cruces rojas en recuerdo de las cinco llagas de Nuestro Señor.
La separación de las Iglesias los convertiría en cismáticos y la ocupación por los musulmanes de los Santos Lugares en el año 638 los reduciría a una penosa subsistencia. Pero lograron sobrevivir hasta la conquista de Jerusalén por los Cruzados en el año 1099, tras la que Godofredo de Bouillón los expulsó por cismáticos y los substituyó por Canónicos Latinos, fieles a Roma. Pero no se conformó solo con este un simple cambio de canónicos. Siguiendo el espíritu guerrero de la época, les añadió un grupo de caballeros que pasaron a constituir así una Orden de Caballería, religiosa y militar, porque el templo del Santo Sepulcro no se protegía solo con plegarias. Que los clérigos empuñaran las armas, convirtiéndose en unos sacristanes armados, chocaba con los cánones religiosos. Aunque la guerra contra los infieles que habían ocupado Tierra Santa fuera justa y lícita, se prohibía absolutamente a los clérigos, bajo pena de excomunión, matar a otro hombre con las armas, siquiera fuera un musulmán y en legítima defensa.

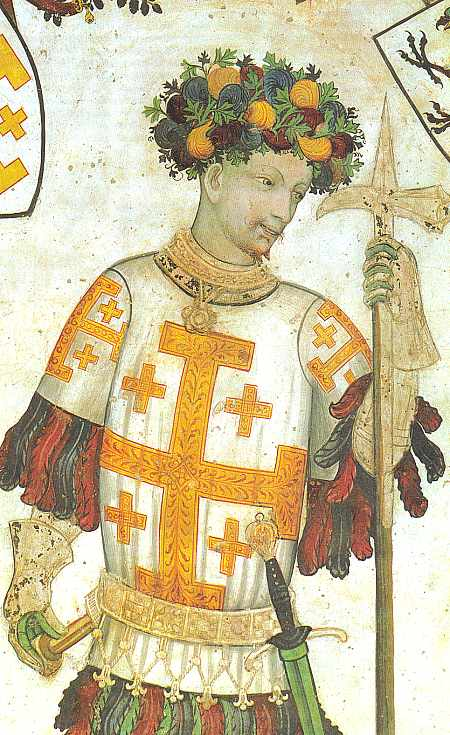
La Orden del Santo Sepulcro tiene sus raíces alrededor de 1099 bajo duque de la Baja Lorena Godofredo de Bouillon (1060-1100), "Defensor o protector del Santo Sepulcro" (en latín: Advocatus Sancti Sepulchri), líder de la Primera Cruzada y primer gobernante de la Reino de Jerusalén. Fresco de Giacomo Jaquerio en Saluzzo, norte de Italia (hacia 1420).

### Fase heroica
Transcurre en Tierra Santa entre los años 1099 y 1247. Los Caballeros Sepulcristas se encargaron de proteger el Santo Sepulcro y ayudar militarmente a los reyes de Jerusalén, de quienes dependían directamente, pues en ellos recaía el Maestrazgo de la Orden, si bien lo tenían delegado en el Gran Prior Sepulcrista. 
Parece ser que la intención de crear una Orden de Caballería la adoptó Godofredo de Bouillon tras la batalla de Antioquía en 1098. Cuando se le propuso que —siguiendo la tradición— armara caballeros sobre el campo de batalla a varios escuderos que se habían distinguido por su arrojo en la misma, prometió a Gontier de l’Aire que esperara, pues le investiría Caballero cuando hubieran conquistado el Sepulcro del Señor. 
Según el Conde Alphonse Couret, la Orden del Santo Sepulcro nace espontáneamente tras la conquista de Jerusalén por los cruzados en el año 1099, con la masacre cometida por los cristianos fanáticos, los cruzados, contra hombres, mujeres y niños musulmanes y judíos que vivían en Jerusalén impulsada por la devoción de los cruzados al Santo Sepulcro.
Sería el propio Godofredo de Bouillon quien, tras ser aceptado por todos como Protector de Jerusalén, se encargó de organizar la asistencia religiosa del Santo Sepulcro, encomendándolo a veinte canónigos del clero regular que deberían entonar perpetuamente los oficios divinos y celebrar los Santos Misterios. 
Mas no bastaba con substituir unos canónigos por otros. Estos pacíficos monjes, cuya vida transcurría entre oraciones y ayunos, eran incapaces de defender el Santo Sepulcro de profanaciones y de proteger a los desvalidos que lo visitaban en peregrinación. Las murallas de Jerusalén no eran amparo suficiente, máxime cuando los Reyes de Jerusalén casi siempre estaban en campaña, apartados de la capital y sin dejar casi nunca guarnición, por lo que la ciudad quedaba al cuidado de sus habitantes. Era preciso suplir la insuficiencia de los ejércitos cristianos, y establecer una milicia permanente formada por caballeros escogidos que protegiera Jerusalén, en especial el Santo Sepulcro.
Según el cronista francés André Tavin, la Orden de Caballería del Santo Sepulcro es la primera y más antigua de todas las órdenes de caballería creadas en Tierra Santa. Sus fratres, canónigos y caballeros, se distinguieron ya como guardia noble que velaba y protegía el Santo Sepulcro. Atrajo a numerosos príncipes y señores, que peregrinaron a Jerusalén. Obtuvo el reconocimiento de Reyes y Pontífices, cuando aún no existían los Templarios, salidos de sus filas, y los Hospitalarios y Lazaristas solo eran hermanos enfermeros que no salían de sus hospitales y lazaretos. Por ello, la Orden del Santo Sepulcro recibió la primacía sobre las demás Órdenes en todos los actos religiosos y oficiales, de la que goza todavía hoy en día.
Durante unos años se interrumpieron todos los cruzamientos, pero en 1238 un grupo de franciscanos fue admitido en Jerusalén por el Califa y pudieron reiniciarse las peregrinaciones, aunque por pequeños grupos de cristianos desarmados que habían de pagar un peaje para poder entrar. La tregua con los sarracenos permitió reanudar los cruzamientos ante el Santo Sepulcro, aunque ya sin la solemnidad de antaño, sino en silencio y en la intimidad, para evitar llamar innecesariamente la atención en una ciudad controlada por los infieles. Acabada la tregua, deberán abandonar la Jerusalén ocupada y regresar a sus lugares de origen en Europa, surgiendo así los llamados Caballeros Peregrinos. Tenemos testimonios de peregrinos cristianos llegados a Jerusalén, bajo la tolerancia de los gobernantes islámicos, que allí se cruzaban caballeros del Santo Sepulcro, surgiendo así los llamados Caballeros Peregrinos.
Desde 1238 a 1496 tenemos numerosos ejemplos de caballeros Sepulcristas armados ante el Santo Sepulcro, pertenecientes a las más ilustres familias europeas. En 1279 tenemos a Jean de Heusden, noble flamenco; en 1309 a Gossin Cabilau, noble flamenco; en 1244 Godefroid de Dive, noble francés; en 1295 el Conde Jean X d’Arkel, tataranieto de Jean V d’Arkel, armado caballero en 1176; en 1325 Roberto de Namur. Sigue una larga lista de caballeros, condes y príncipes, procedentes de todas las partes del mundo cristiano, que son armados caballeros Sepulcristas ante el sepulcro de Cristo. Reciben así la más preciada recompensa a su atrevido viaje y a los muchos peligros y privaciones sufridas en el mismo, al recibir la más alta muestra de honor que un caballero cristiano podía esperar.

### Fase peregrina
Esta tercera fase transcurre ya en Europa, entre 1247 y 1847. Se caracteriza por la fragmentación inicial de la Orden en seis grandes Prioratos: Capua (Italia), Calatayud y Toro (España), Orleáns (Francia), Miechow (Polonia) y Warwick (Inglaterra). Como consecuencia de la Bula de 1489 de Inocencio VIII y del cisma inglés de Enrique VIII, se redujeron a tres: Calatayud (España), Orleáns (Francia) y Miechow (Polonia). 
En 1484, el papa Inocencio VIII, ilusionado con la idea de preparar una gran cruzada contra el islam, dirigida por D’Abbuson, Gran Maestre de la Orden de San Juan, decidió contribuir a la misma incorporando a los Sepulcristas y Lazaristas con todos sus bienes a la Orden de San Juan de Rodas, a fin de resarcir a ésta de los fuertes quebrantos que había sufrido durante el asedio otomano. Lo realizó mediante su Bula “Cum solerti meditatione”, del 28 de marzo de 1489, que provocaría la protesta y la desobediencia de los reyes de España, Francia y Polonia. Solo se obedeció en los Estados Pontificios. 
A instancias del rey Fernando II “El Católico”, mediante su Bula de 29 de octubre de 1513 el papa León X separó a los Sepulcristas hispanos de la unión con Rodas que Inocencio VIII había hecho de esta orden. En Francia, un decreto del parlamento de París de 16 de febrero de 1547 declaró la citada Bula abusiva y contraria a las leyes del reino.
Esta situación duraría pocos años. En 1496 el papa Alejandro V, a instancias del emperador Maximiliano I y de los reyes de España y Francia, considerando que los Caballeros de Malta hacían un solemne voto de castidad que no hacían los caballeros del Santo Sepulcro, anuló dicha Bula y anexionó los Caballeros Sepulcristas a la Santa Sede, ratificando así su doble carácter de Orden ecuestre y pontificia. 
El pontífice se declaró él mismo y sus sucesores gran maestre de la Orden, y facultó al guardián del Santo Sepulcro, como vicario apostólico en Tierra Santa que era, para conferir la Orden a los peregrinos de Tierra Santa que diesen una ofrenda al efecto y jurasen que eran de noble linaje. Se lograba así la supervivencia de la Orden, aunque no se consiguió que los hospitalarios le devolvieran sus antiguos bienes en los territorios en que los habían usurpado, como Castilla, Portugal e Italia.
En esta fase, la Orden conserva un estricto espíritu nobiliario. La Santa Sede y los reyes de las dos monarquías europeas más importantes (España y Francia) se disputan su control y quieren ejercer su maestrazgo. En 1746, la Santa Sede resuelve la polémica, atribuyéndose en exclusiva el control de la Orden de Caballeros del Santísimo Sepulcro de Jerusalén por Breve de Benedicto XIV.

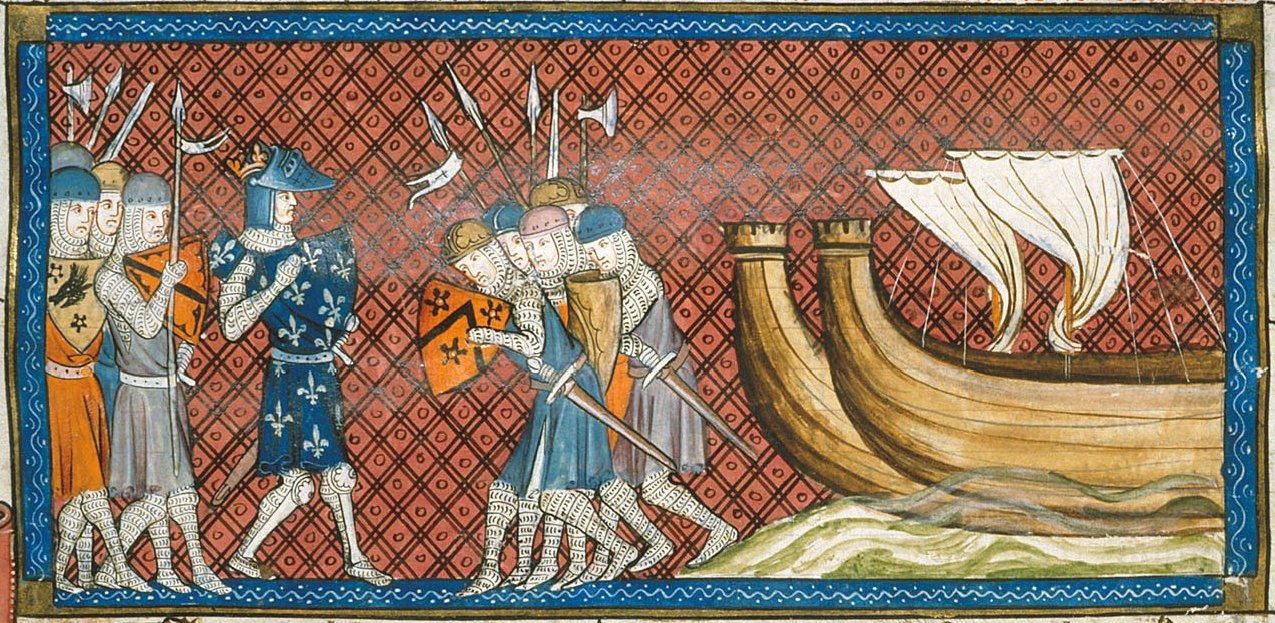
Detalle de una miniatura del rey Felipe II de Francia llegando a Tierra Santa.

### Fase protectora
Actualmente, nos encontramos en la cuarta fase, que se inició en 1847 y llega hasta nuestros días. En dicha fecha se firmó el Concordato entre la Santa Sede y el sultán otomano que dominaba Tierra Santa, que permite la Restauración del Patriarcado Latino de Jerusalén, e inmediatamente se vuelve a tratar de la Orden de Caballeros del Santo Sepulcro, reconociendo sus privilegios y todo lo anteriormente regulado por la Iglesia sobre ella.
La Santa Sede restauró la Orden de Caballería del Santo Sepulcro, a la que reconoce “una gran antigüedad”. El papa afirma que “le consta por documentos fidedignos” que, desde el siglo XV, el Padre Guardián del Santo Sepulcro, residente en Jerusalén, ya admitía por concesión apostólica como Caballeros a varones beneméritos en esta Orden de Caballería del Santo Sepulcro y le ratifica para que pueda seguir ejerciendo dicho privilegio.
Destacamos los citados Breves Pontificios, porque en ellos el papa Pío IX se refiere siempre a la antigua Orden de Caballeros, a los que años más tarde se incorporarían también las damas, al autorizar su ingreso en la Orden, como también había sucedido en los primeros tiempos de la orden.
La restauración en 1847 por el papa Pío IX del Patriarcado Latino de Jerusalén, supuso un paso importante, ya que otorgó al Patriarcado la responsabilidad de gobernar y administrar la Orden. A partir de ese momento, se encargó a sus miembros la especial tarea de soportar los trabajos del Patriarcado orientados a mantener y difundir la presencia de la Cristiandad en Tierra Santa. 
El mismo Pío IX emitió su Breve Cum Multa el 24 de enero de 1868. Mediante este documento, estableció tres grados dentro de la Orden: Caballeros, Comendadores y Grandes Cruces; y se expidieron los reglamentos respectivos. Más adelante, León XIII emitió su Breve Venerabile Frater Vincentius el 3 de agosto de 1888, autorizando al Patriarca de Jerusalén a dar la Cruz de la Orden a Damas.

## Estatutos
La Orden Sepulcrista se regía por sus propios Estatutos o Assises. Se conserva aún la copia que mandó realizar el rey francés Luis VII en 1149, para que sirviera de norma para la Cofradía de la Orden del Santo Sepulcro que, al ejemplo de esta Orden, constituyó en Francia y para la que redactó unos Assises o Estatutos similares a los que la Orden tenía desde su fundación. 
En este documento se establece que Godofredo de Bouillon se reservó para sí el Maestrazgo de la Orden que, a su muerte, pasaría a los Reyes Latinos de Jerusalén. 
En el mismo, se establecen dos categorías de miembros de la Orden: Milites (Caballeros) y Presbyteri (Canónigos), además de mencionar a los Viatores (Peregrinos). Se recoge que los reyes delegaban su mando en un Tenente, y se desarrollan las obligaciones que tenían los Caballeros, “proteger con las armas, combatir y hacer la guerra”, y los Canónigos, “rezar y celebrar los oficios divinos en la Iglesia del Santo Sepulcro”.
En consecuencia, la Orden mantuvo una guarnición en Jerusalén, mientras esta ciudad estuvo en manos de los cristianos. Las Crónicas nos hablan de los Caballeros que hacían guardia permanente ante el Santo Sepulcro y de los Custodios o Guardias armados auxiliares que, en número de quinientos, debían proveer al ejército de los Reyes de Jerusalén, y de su participación en numerosas batallas. La pérdida de la ciudad a manos de Saladino y la destrucción del Reino Latino la privarían de su carácter guerrero y, al igual que las otras Órdenes, tendría que luchar por su supervivencia adaptándose a las nuevas circunstancias.
Los Caballeros del Santo Sepulcro fueron los más afectados por la pérdida de Jerusalén, pues hubieron de abandonar la guardia que hacían en los Santos Lugares sin disponer de otra base a donde replegarse. A diferencia de los templarios y hospitalarios, las fortalezas Sepulcristas estaban todas en la ciudad santa. Al perderse ésta, hubieron de abandonar todas sus residencias y establecimientos.

## En España
En los diferentes reinos de España, con gran devoción por el Santo Sepulcro, siempre habían sido frecuentes las peregrinaciones a Tierra Santa y los cruzamientos de españoles como caballeros sepulcristas.
Su poder llegó a ser comparable a los de las órdenes del Temple y el Hospital. En 1131, el Rey Alfonso I el Batallador de Aragón la declaró coheredera junto a éstas en el testamento que fijó para repartir sus dominios (que no fue acatado por los nobles aragoneses). A cambio de contentarse con otros patrimonios que no discutiesen la sucesión Real, el conde Ramón Berenguer IV de Barcelona les confirió otras tierras en el reino de Aragón (sobre todo en Calatayud) y el Principado de Cataluña, siguiendo su ejemplo Jaime I el Conquistador durante las conquistas de Mallorca y Valencia.
Al conocerse la restauración de la orden, unos cuantos caballeros se reunieron y enviaron una circular a todos los caballeros españoles cuyo domicilio conocían, convocándolos a una asamblea general. El 27 de marzo de 1874 se constituyó así la asamblea española de caballeros de la orden militar del Santo Sepulcro. El fundador y presidente del Capítulo de España y de su comisión permanente fue Salvador María de Ory.
Tras diversas vicisitudes, el 26 de junio de 1882 obtuvieron del Ministerio de Estado el Regium Exequatur, por el que los caballeros españoles del Santo Sepulcro podían gozar de las mismas consideraciones oficiales que se dispensan a los caballeros de las órdenes militares españolas, a las que estaban asimilados.
En 1899, la Orden en España alcanzaría un nuevo reconocimiento a su valía: acabada la restauración del Templo de San Francisco el Grande (Madrid), se emitió la Real Orden, del 21 de febrero de 1899, para que en lo sucesivo el capítulo pueda celebrar sus reuniones y funciones religiosas en dicho templo. Se le concedió la capilla del Calvario y dos locales, uno para revestirse y otro para poder guardar sus efectos, para lo que incluso hubo que vencer la resistencia inicial del propio rector del templo. En esta fecha se inició el vínculo entre la orden y la Iglesia de San Francisco el Grande, que se ha mantenido hasta nuestros días.
En la actualidad, la casa madre en España está situada en la Real Colegiata del Santo Sepulcro de Calatayud, donde se reúnen los caballeros (que son canónigos honorarios de la colegiata) al menos una vez al año para celebrar su capítulo general. Existen dos lugartenencias, que se corresponden con las antiguas coronas de Aragón y de Castilla y León, cada una regida por un lugarteniente, un gran prior y un consejo: 
- Lugartenencia de España Occidental: Su actual lugarteniente es José Carlos Sanjuán y Monforte y desde 2022 el gran prior es el Obispo Auxiliar de Toledo y Secretario General de la Conferencia Episcopal, el Excmo. y Rvdmo. Sr. D. Francisco César García Magán. Con los capítulos de Andalucía, Asturias, Cantabria, Castilla y León, Castilla-La Mancha, Extremadura, Galicia, Canarias, La Rioja, Comunidad de Madrid, Región de Murcia, País Vasco y ciudades de Ceuta y Melilla.
- Lugartenencia de España Oriental: Su actual lugarteniente es Juan Carlos de Balle y Comas y su gran prior, es Lluís Martínez Sistach, arzobispo emérito de Barcelona. Tiene su sede en la parroquia mayor de Santa Ana, en Barcelona, antiguo monasterio de la orden. Está dividida en los capítulos de Aragón, Cataluña, Baleares, Valencia, Navarra y Andorra.

Sede en Canarias
El 31 de enero de 2010, la sección de Canarias de la Orden ubicó su sede para toda Canarias en la Iglesia de Los Dolores de la ciudad de San Cristóbal de La Laguna (Tenerife).
Obra Pía de los Santos Lugares
Con emblema de cinco cruces rojas idéntico al de la Orden del Santo Sepulcro de Jerusalén, y vinculada históricamente con ella, existe actualmente una institución singular en la Administración española llamada Obra Pía de los Santos Lugares, dependiente del Ministerio de Asuntos Exteriores y Cooperación.
Es la protección o mantenimiento de los Santos Lugares, incluido el Santo Sepulcro, la que a lo largo de la historia ha puesto con relación a la Orden del Santo Sepulcro y a la Obra Pía de los Santos Lugares, (o sus antecesoras como la Comisaría de Tierra Santa). Por ello ambas instituciones, actualmente independientes, poseen un emblema idéntico: una cruz roja central grande rodeada de otras cuatro más pequeñas, en representación de la cinco llagas de Jesucristo.
La Obra Pía se rige actualmente por el Real Decreto 1005/2015, de 6 de noviembre, por el que se aprueba su Estatuto. El Presidente de la Obra Pía de los Santos Lugares es el Subsecretario del Ministerio de Asuntos Exteriores, Unión Europea y Cooperación. Preside la Junta del Patronato, que constituye el órgano colegiado de gobierno de la Obra Pía. La Obra Pía de los Santos Lugares está configurada como una entidad estatal de derecho público, sin fines de lucro.
La Obra Pía sirve a la cooperación religiosa y humanitaria. Entre sus funciones actuales están: mantener e incrementar la presencia española en Tierra Santa; promover el estudio de la historia de la presencia española en los pueblos del Mediterráneo y Oriente Medio, (en especial en Tierra Santa); coadyuvar a la labor humanitaria y educativa en esa misma área; así como sostener la Basílica-Museo de San Francisco el Grande en Madrid.

## En México
La presencia de la orden en México se puede trazar hacia la segunda mitad del siglo XVIII, con la llegada a tierras novohispanas de Tomás Cuber y Liñán, oficial mayor, vicario general, arcediano y canónigo de la colegiata Santo Sepulcro de Calatayud, quien pasó a Nueva España en 1755 como Fiscal del Real Tribunal del Santo Oficio en la Real Audiencia de México. En 1766 fue fiscal decano y electo para continuar su carrera en el Real Tribunal del Santo Oficio de Granada, por haber ascendido el Bernardo Antonio Calderón Laza (1764-1786) al antiguo obispado de Osma.
Hacia 1860, varios ciudadanos mexicanos residentes en Europa ingresaron a la Orden. Más adelante, contribuyeron a su establecimiento en México. Entre ellos, destacó Pelagio Antonio de Labastida y Dávalos, arzobispo de México desde 1863.
En 1907, el papa Pío X emitió el decreto Quam Multa te Ordinamque, mediante el cual se reorganizó el capítulo mexicano. Se designó bailío a José Domínguez de Murta, le sucedió Carlos Rincón Gallardo y Romero de Terreros, duque de Regla, grande de España y marqués de Guadalupe. A la muerte de Rincón Gallardo, Juan Liané y Roiz fue nombrado "lugarteniente" del capítulo mexicano, título de acuerdo al nuevo reglamento de la orden. Desde entonces, han ocupado dicho puesto: Guillermo Barroso Chávez, Pablo Campos Lynch, Ignacio Urquiza y Septién, Fernando Uribe Calderón, Gustavo Rincón Hernández y Guillermo Macías Graue.
En 1950, el Siervo de Dios Luis María Martínez Rodríguez, entonces arzobispo de México, constituyó en una ceremonia en la Basílica de Santa María de Guadalupe de la Ciudad de México, el nuevo consejo de la lugartenecia, ante la presencia del cardenal Manuel Arteaga y Betancourt, arzobispo de La Habana; acto en el cual, ingresaron numerosos caballeros y damas, y se impulsó la creación de la Intendencia de Nueva Galicia, misma que se estableció en 1953 mediante un acto de investidura, gracias al arzobispo de Guadalajara José Garibi Rivera (proclamado Cardenal el 15 de diciembre de 1958), y a Ricardo Lancaster-Jones y Verea, quien fue el secretario general de aquella Intendencia.
En 1968 el cardenal Eugène Tisserant, Gran Maestre de la orden, visitó México, realizando diversas actividades que incluyeron un solemne acto de investidura. En 1998 su sucesor el cardenal y gran maestrd Carlo Furno, visitó México con objeto de participar en un solemne acto de investidura, mismo que se celebró en 15 de mayo, en la iglesia de San Agustín, en Polanco.
El 1 de diciembre de 2017 se realizó ceremonia de investidura en la catedral metropolitana de la Ciudad de México. En diciembre de 2018 hubo otra ceremonia de investidura esa vez en la "intendencia de Nueva Galicia". El 9 de noviembre de 2019 se celebró una ceremonia de investidura en la catedral de México y fue presidida por el cardenal y gran maestre Edwin Frederick O'Brien donde se invistieron 62 nuevos miembros a la orden.
En la actualidad hay más de 170 miembros pertenecientes a la Lugartenencia de México, misma que está integrada por tres Intendencias:
- Intendencia de Nueva Galicia (con sede en Guadalajara, Jalisco).
- Intendencia de Nuevo León (con sede en Monterrey, Nuevo León).
- Intendencia de Nueva Vizcaya (con sede en Chihuahua, Chihuahua).

El Lugarteniente actual es Guillermo Macías Graue.

## Organización
La orden del Santo Sepulcro de Jerusalén es una « persona jurídica de derecho canónico », según el derecho de la Iglesia católica, compuesta esencialmente de miembros laicos y eclesiásticos.
Las «Constituciones de la Orden de Caballería del Santo Sepulcro», que rigen actualmente la Orden, han sido aprobadas el 8 de julio de 1977 por el papa Pablo VI.

### Gobierno de la Orden

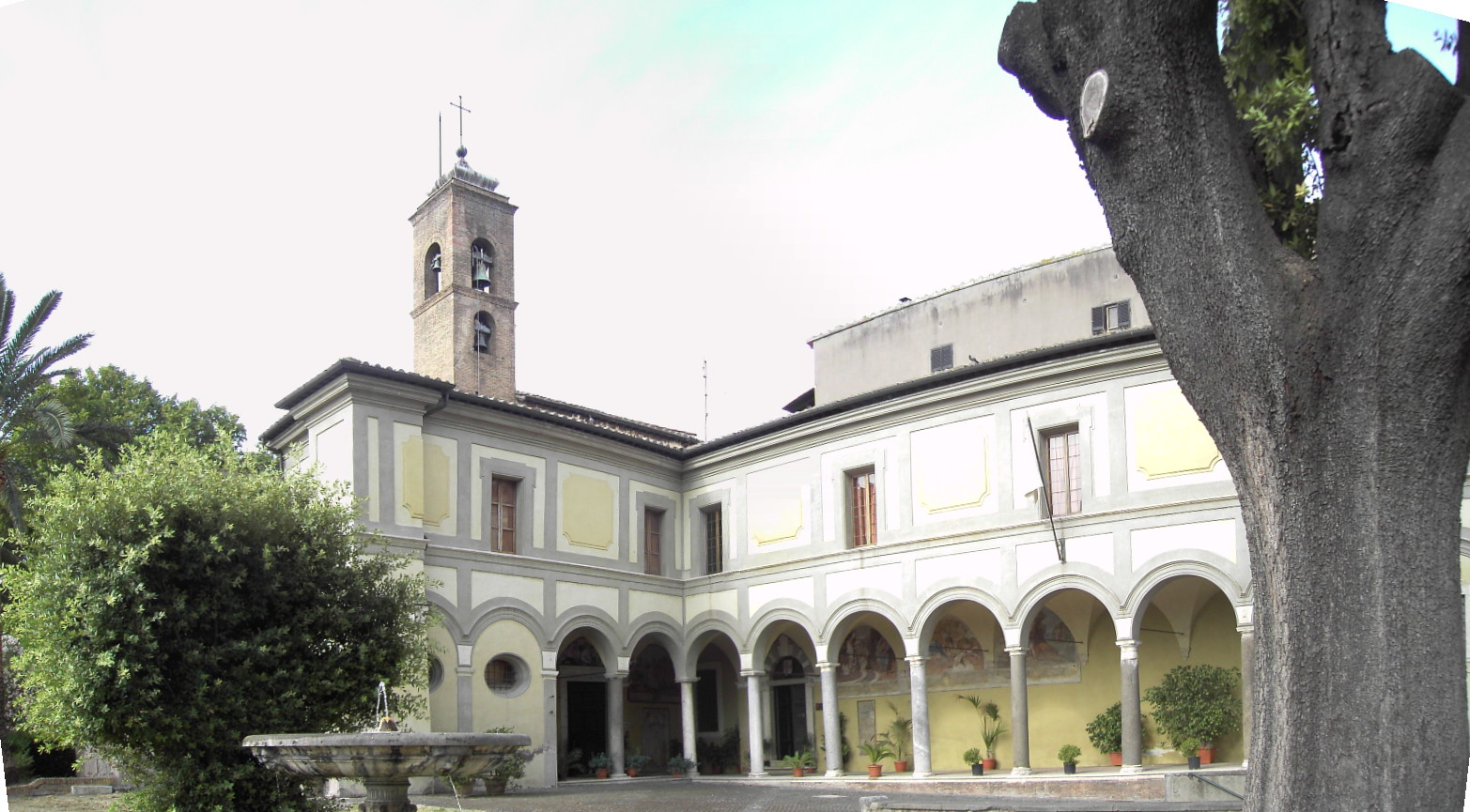
San Onofre en el Janículo (Roma), sede de la Orden

Beneficiaria del estatuto de derecho pontifical, está bajo la protección de la Santa Sede y el gobierno de un cardenal gran maestre. 
En 2016 se estiman unos 28000 los miembros de la orden.
El gran maestre da las directrices y dirige la orden. Se encarga de las relaciones con la Santa Sede y las autoridades eclesiásticas y civiles internacionales. A nivel nacional, delega generalmente sus funciones en los lugartenientes o en delegados magistrales de los territorios bajo su competencia.
El gran magisterio de la orden asiste al gran maestre en organizar y coordinar sus actividades en todo el mundo, particularmente en Tierra Santa, así como en la administración del patrimonio de la orden. Está compuesto por:
- El lugarteniente general, elegido entre los miembros laicos de la orden. Representa al gran maestre.
- El gobernador general, igualmente elegido entre los miembros laicos, supervisa las actividades del gran magisterio, la consulta y las comisiones, estudia las necesidades de obras en Tierra Santa y las lugartenencias y organiza la administración.
- El canciller, secretario del gran magisterio y de la consulta, supervisa las nominaciones y promociones en la orden así como las renovaciones en los cargos de las lugartenencias.
- El maestro de ceremonias, elegido entre los miembros eclesiásticos, organiza las ceremonias religiosas y trata sobre las cuestiones concernientes a la vida espiritual de la orden.
- Una decena de miembros de la orden, elegidos y nombrados por el gran maestre, de los cuales, dos tercios son laicos.

Para asistir al gran maestre existen:
- El consejo del gran magisterio, órgano ejecutivo del gran magisterio. Está compuesto por el gobernador general, el canciller y miembros eventuales del gran magisterio.
- La consulta, convocada y presidida por el gran maestre que determina la orden del día y reúne al patriarca gran prior, al asesor, los lugartenientes y delegados magistrales, un representante de la Secretaría de Estado y un representante de la Congregación para las Iglesias Orientales.

## Grandes maestres
Véase Grandes maestres de la orden del Santo Sepulcro de Jerusalén

## Membresía
Se estima que la Orden cuenta actualmente con unos 30.000 caballeros y damas en todo el mundo, incluidos monarcas, príncipes herederos y sus consortes, como los jefes de Estado de naciones como España, Bélgica, Mónaco, Luxemburgo y Liechtenstein.
La membresía de la orden es solo por invitación, a hombres y mujeres católicos practicantes, laicos y clérigos, de buena fama y carácter, con un mínimo de 25 años de edad, que se han distinguido por su preocupación en los cristianos de Tierra Santa. Los miembros aspirantes deben ser recomendados por su obispo local con el apoyo de varios miembros de la orden, y se les exige que hagan una generosa donación como "tarifa de pasaje", haciéndose eco de la antigua práctica de que los cruzados pagaban su pasaje a Tierra Santa, además de una contribución anual y de por vida, esto con el fin de apoyar las obras de caridad del Patriarcado Latino de Jerusalén.

### Grados
| Insignia de rango (caballeros) | Insignia de rango (caballeros) | Insignia de rango (caballeros)           | Insignia de rango (caballeros) | Insignia de rango (caballeros) |
| --- | ------------------------------ | ---------------------------------------- | ------------------------------ | ------------------------------ |
| \| \| |                                |                                          |                                |                                |
| Heráldica (Caballeros) |                                |                                          |                                |                                |
| |                                |                                          |                                |                                |
| En las representaciones anteriores, la cruz detrás del escudo sólo debe ser llevada por arzobispos, obispos, prelados y aquellos con un título nobiliario. |                                |                                          |                                |                                |
| Cintas por rango |                                |                                          |                                |                                |
| Caballero / Dama | Caballero / Dama Comendador(a) | Caballero / Dama Comendador(a) con placa | Caballero / Dama Gran Cruz     | Caballero / Dama del Collar    |
| |                                |                                          |                                |                                |

## Medallas, premios y distinciones
Reservada a los miembros, la «Palma de Jerusalén» es una condecoración de distinción, en tres clases (V. imagen). Además, los Caballeros y Damas que peregrinan a Tierra Santa reciben la «Concha de Peregrino», una referencia a las conchas que los peregrinos de la Edad Media utilizaban como copa. Ambas son generalmente otorgadas por el Gran Prior de la orden, el Patriarca Latino de Jerusalén. La Cruz del Mérito de la Orden también se puede conferir a quienes no sean miembros de la orden, como por ejemplo los no católicos.
| Premios de distinción especial |                              |                             |                           |
| Concha de peregrino            | Palma de Jerusalén de bronce | Palma de Jerusalén de plata | Palma de Jerusalén de oro |

| Condecoraciones al mérito |                                       |                                     |
| Cruz del mérito           | Cruz del mérito con estrella de plata | Cruz del mérito con estrella de oro |